# Suvacal
Suvacal è un comune dell'Azerbaigian situato nel distretto di Qusar. Conta una popolazione di 670 abitanti.